# Церква Святих Костянтина та Єлени (Київ)
Церква Святих Костянтина і Єлени (інші назви Дмитрівська церква, або церква Святого Дмитрія Ростовського) — колишня православна церква в Києві, збудована в 1730-х роках, зруйнована наприкінці 1920-х років. Церква стояла в північно-західній частині Подолу, на розі Щекавицької та Кирилівської вулиць, теперішня адреса Кирилівська вулиця, 8/6.
Частина, що збереглася, має статус пам'ятки архітектури національного значення.

## Історія
Історія церкви Святих Костянтина і Єлени на Подолі починається з середини XVII століття, коли гетьман Богдан Хмельницький відібрав землю від Римо-Католицької Церкви. На цьому місці київські міщани збудували дерев'яну церкву, яка в 1726 році згоріла.
1734 року бургомістр Гордій Минцевич збудував на її місці кам'яну церкву, а в 1747—57 роках архітектор Іван Григорович-Барський добудував галерею довкола неї і звів кам'яну дзвіницю. Ці будівлі стали одною з перших, відомих дослідникам робіт цього уславленого київського архітектора. В 1750-х роках він зробив ще одну добудову до церкви.
Сама церква була капітально перебудована в 1865 році.
Триповерхова барокова дзвіниця мала каплицю на другому поверсі, присвячену пам'яті Димитрія Ростовського (Туптала).
Клірові відомості, метричні книги, сповідні розписи церкви Св. Костянтина і Єлени (Царекостянтинівська) на Подолі зберігаються в ЦДІАК України.

### Зруйнування
Більша частина храму знищена в радянські часи. Від усього комплексу будівель церкви Святих Костянтина і Єлени залишилися тільки церква св. Дмитрія роботи Григоровича-Барського, без куполу. В плані це прямокутна будівля, триапсидна, фасади оздоблені пілястрами із вишуканими ліпними коринфськими капітелями.
Оскільки Федір Ернст у своєму описі Подолу 1930 року не згадує церкви Костянтина і Єлени або її дзвіниці, припускають, що ці дві архітектурні пам'ятки були зруйновані перед 1930 роком. Залишки Свято-Дмитріївської каплиці Григоровича-Барського були внесені 1963 року до Українського республіканського реєстру архітектурних пам'яток.
Приміщення храму, що збереглися (без верхніх ярусів, галерей та бань), 1965 року пристосували під спортзал школи № 17, з будівлею якої з'єднали переходом-галереєю.
З 2005 року Дмитрівська церква знову діє як храм Української православної церкви. Розроблено проєкт відбудови.

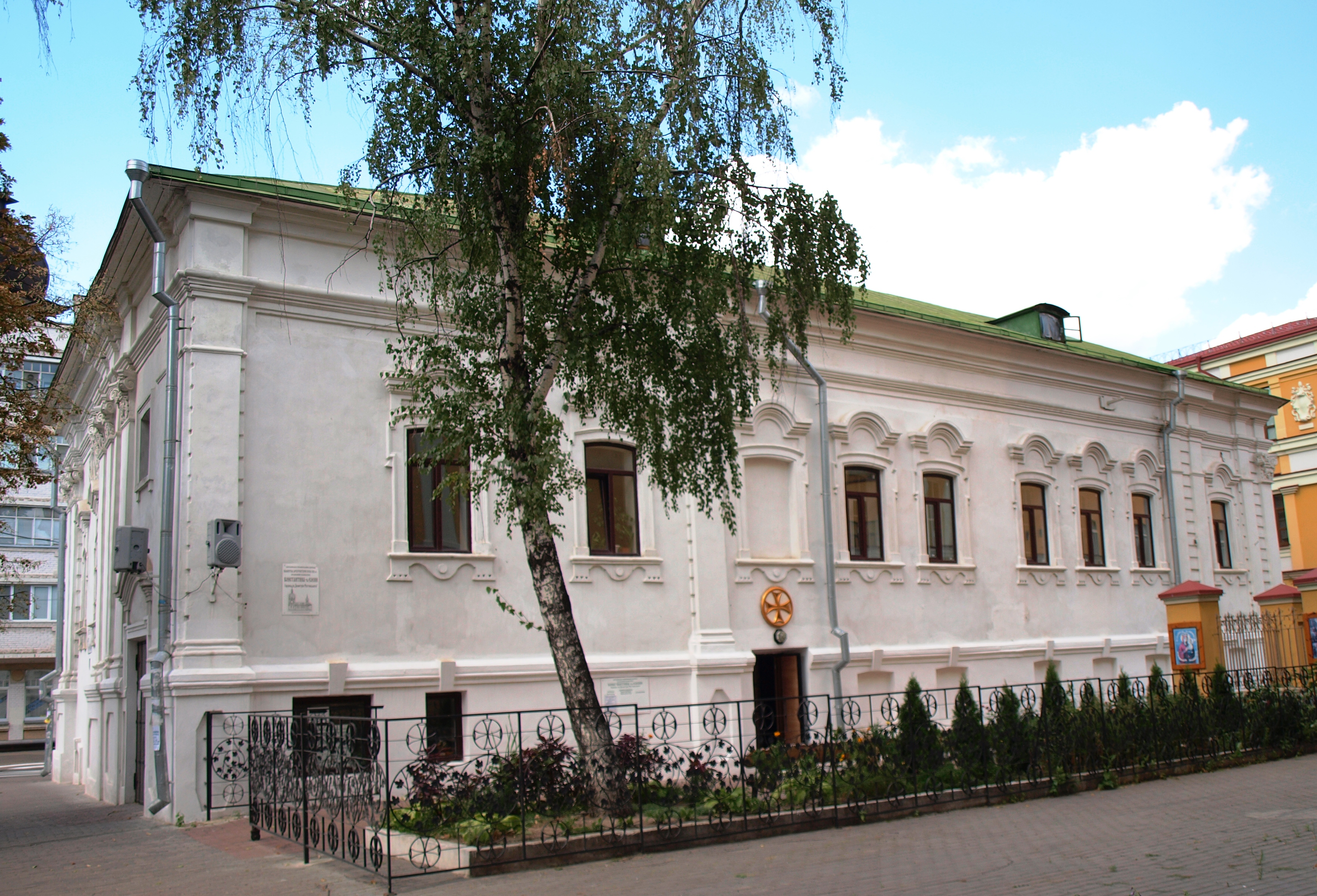
Дмитрівська церква